# Ligue A (herrar)
Ligue A är den högsta serien i volleyboll för herrar i Frankrike. Serien organiseras av LNV och spelades för första gången säsongen 1937/1938. Vinnaren blir fransk mästare medan mindre framgångsrika lag flyttas ner till Ligue B. AS Cannes är med tio titlar mest framgångsrika lag.

## Resultat per år
| Från 1937 till och med 1983 kallades serien Nationale 1  |                                 |                              |                              |              |              |
| 1937-38 mer information                                  | Société sportive amicale        | -                            | -                            |              |              |
| 1938-39 mer information                                  | Volley-ball Club de France      | -                            | -                            |              |              |
| 1939-40                                                  | Ej genomförd                    | Ej genomförd                 | Ej genomförd                 | Ej genomförd | Ej genomförd |
| 1940-41 mer information                                  | Paris UC                        | -                            | -                            |              |              |
| 1941-42 mer information                                  | Racing Club de France RC Cannes | -                            | -                            |              |              |
| 1942-43 mer information                                  | Paris UC                        | -                            | -                            |              |              |
| 1943-44                                                  | Ej genomförd                    | Ej genomförd                 | Ej genomförd                 | Ej genomförd | Ej genomförd |
| 1944-45 mer information                                  | Stade Français                  | -                            | -                            |              |              |
| 1945-46 mer information                                  | Racing Club de France           | -                            | -                            |              |              |
| 1946-47 mer information                                  | Montpellier UC                  | -                            | -                            |              |              |
| 1947-48 mer information                                  | Racing Club de France           | -                            | -                            |              |              |
| 1948-49 mer information                                  | Montpellier UC                  | -                            | -                            |              |              |
| 1949-50 mer information                                  | Montpellier UC                  | -                            | -                            |              |              |
| 1950-51 mer information                                  | Montpellier UC                  | -                            | -                            |              |              |
| 1951-52 mer information                                  | Stade Français                  | -                            | -                            |              |              |
| 1952-53 mer information                                  | Stade Français                  | -                            | -                            |              |              |
| 1953-54 mer information                                  | CO Billancourt                  | -                            | -                            |              |              |
| 1954-55 mer information                                  | CO Billancourt                  | -                            | -                            |              |              |
| 1955-56 mer information                                  | CO Billancourt                  | -                            | -                            |              |              |
| 1956-57 mer information                                  | Stade Français                  | -                            | -                            |              |              |
| 1957-58 mer information                                  | Stade Français                  | CO Billancourt               | Hydra AC                     |              |              |
| 1958-59 mer information                                  | CAS BNCI Alger                  | Hydra AC                     | -                            |              |              |
| 1959-60 mer information                                  | Stade Français                  | Racing Club de France        | Hydra AC                     |              |              |
| 1960-61 mer information                                  | Stade Français                  | Paris UC                     | CAS BNCI Alger               |              |              |
| 1961-62 mer information                                  | Paris UC                        | -                            | -                            |              |              |
| 1962-63 mer information                                  | Paris UC                        | -                            | -                            |              |              |
| 1963-64 mer information                                  | Racing Club de France           | -                            | -                            |              |              |
| 1964-65 mer information                                  | Asnières Sports                 | -                            | -                            |              |              |
| 1965-66 mer information                                  | Asnières Sports                 | Paris UC                     | Stade Marseillais UC         |              |              |
| 1966-67 mer information                                  | Paris UC                        | Racing Club de France        | Stade Français               |              |              |
| 1967-68 mer information                                  | Paris UC                        | Racing Club de France        | Stade Français               |              |              |
| 1968-69 mer information                                  | Racing Club de France           | Montpellier UC               | Paris UC                     |              |              |
| 1969-70 mer information                                  | Racing Club de France           | Montpellier UC               | CO Joinville                 |              |              |
| 1970-71 mer information                                  | Racing Club de France           | Montpellier UC               | -                            |              |              |
| 1971-72 mer information                                  | Montpellier UC                  | VGA Saint-Maur               | Racing Club de France        |              |              |
| 1972-73 mer information                                  | Montpellier UC                  | Stade Français               | Racing Club de France        |              |              |
| 1973-74 mer information                                  | Stade Français                  | VGA Saint-Maur               | Racing Club de France        |              |              |
| 1974-75 mer information                                  | Montpellier UC                  | Racing Club de France        | VGA Saint-Maur               |              |              |
| 1975-76 mer information                                  | VGA Saint-Maur                  | Montpellier UC               | Racing Club de France        |              |              |
| 1976-77 mer information                                  | Racing Club de France           | Montpellier UC               | AS Cannes                    |              |              |
| 1977-78 mer information                                  | Racing Club de France           | Asnières Sports              | CSM Clamart                  |              |              |
| 1978-79 mer information                                  | Asnières Sports                 | Montpellier UC               | AS Grenoble                  |              |              |
| 1979-80 mer information                                  | Asnières Sports                 | CSM Clamart                  | AS Cannes                    |              |              |
| 1980-81 mer information                                  | AS Cannes                       | AS Grenoble                  | Asnières Sports              |              |              |
| 1981-82 mer information                                  | AS Cannes                       | Asnières Sports              | AS Grenoble                  |              |              |
| 1982-83 mer information                                  | AS Cannes                       | Asnières Sports              | AS Grenoble                  |              |              |
| Från 1983 till och med 1997 kallades serien Nationale 1A |                                 |                              |                              |              |              |
| 1983-84 mer information                                  | Asnières Sports                 | AS Grenoble                  | Stade Français               |              |              |
| 1984-85 mer information                                  | AS Grenoble                     | Asnières Sports              | Montpellier UC               |              |              |
| 1985-86 mer information                                  | AS Cannes                       | AMSL Fréjus                  | Asnières Sports              |              |              |
| 1986-87 mer information                                  | AMSL Fréjus                     | AS Grenoble                  | Arago de Sète                |              |              |
| 1987-88 mer information                                  | AMSL Fréjus                     | Arago de Sète                | AS Grenoble                  |              |              |
| 1988-89 mer information                                  | AMSL Fréjus                     | AS Grenoble                  | Montpellier UC               |              |              |
| 1989-90 mer information                                  | AS Cannes                       | AMSL Fréjus                  | ASUL Lyon VB                 |              |              |
| 1990-91 mer information                                  | AS Cannes                       | JSA Bordeaux                 | AMSL Fréjus                  |              |              |
| 1991-92 mer information                                  | AMSL Fréjus                     | Montpellier UC               | JSA Bordeaux                 |              |              |
| 1992-93 mer information                                  | Asnières Sports                 | AS Cannes                    | CA Saint-Étienne             |              |              |
| 1993-94 mer information                                  | AS Cannes                       | Asnières Sports              | Tourcoing-Lille Métropole VB |              |              |
| 1994-95 mer information                                  | AS Cannes                       | Paris UC                     | Arago de Sète                |              |              |
| 1995-96 mer information                                  | Paris UC                        | AS Cannes                    | Stade Poitevin               |              |              |
| 1996-97 mer information                                  | Paris UC                        | AS Cannes                    | Montpellier UC               |              |              |
| Från 1997 till och med 2009 kallades serien Pro A        |                                 |                              |                              |              |              |
| 1997-98 mer information                                  | Paris UC                        | AS Cannes                    | Racing Club de France        |              |              |
| 1998-99 mer information                                  | Stade Poitevin                  | Paris Volley                 | AS Cannes                    |              |              |
| 1999-00 mer information                                  | Paris Volley                    | Stade Poitevin               | Tourcoing-Lille Métropole VB |              |              |
| 2000-01 mer information                                  | Paris Volley                    | Tourcoing-Lille Métropole VB | Tours VB                     |              |              |
| 2001-02 mer information                                  | Paris Volley                    | Tourcoing-Lille Métropole VB | AS Cannes                    |              |              |
| 2002-03 mer information                                  | Paris Volley                    | Tours VB                     | Arago de Sète                |              |              |
| 2003-04 mer information                                  | Tours VB                        | AS Cannes                    | Tourcoing-Lille Métropole VB |              |              |
| 2004-05 mer information                                  | AS Cannes                       | Arago de Sète                | Tours VB                     |              |              |
| 2005-06 mer information                                  | Paris Volley                    | Tours VB                     | AS Cannes                    |              |              |
| 2006-07 mer information                                  | Paris Volley                    | Stade Poitevin               | Spacer's Toulouse Volley     |              |              |
| 2007-08 mer information                                  | Paris Volley                    | Stade Poitevin               | AS Cannes                    |              |              |
| 2008-09 mer information                                  | Paris Volley                    | Tourcoing-Lille Métropole VB | Tours VB                     |              |              |
| Sedan 2009 kallas serien Ligue A                         |                                 |                              |                              |              |              |
| 2009-10 mer information                                  | Tours VB                        | AS Cannes                    | Arago de Sète                |              |              |
| 2010-11 mer information                                  | Stade Poitevin                  | Tours VB                     | -                            |              |              |
| 2011-12 mer information                                  | Tours VB                        | Stade Poitevin               | -                            |              |              |
| 2012-13 mer information                                  | Tours VB                        | Paris Volley                 | -                            |              |              |
| 2013-14 mer information                                  | Tours VB                        | Paris Volley                 | -                            |              |              |
| 2014-15 mer information                                  | Tours VB                        | Paris Volley                 | -                            |              |              |
| 2015-16 mer information                                  | Paris Volley                    | Tours VB                     | -                            |              |              |
| 2016-17 mer information                                  | Chaumont VB 52                  | Spacer's Toulouse Volley     | -                            |              |              |
| 2017-18 mer information                                  | Tours VB                        | Chaumont VB 52               | -                            |              |              |
| 2018-19 mer information                                  | Tours VB                        | Chaumont VB 52               | -                            |              |              |
| 2019-20 mer information                                  | Ej utdelade                     | Ej utdelade                  | Ej utdelade                  |              |              |
| 2020-21 mer information                                  | AS Cannes                       | Chaumont VB 52               | -                            |              |              |
| 2021-22 mer information                                  | Montpellier UC                  | Tours VB                     | -                            |              |              |

## Resultat per klubb
| Lag                        | Antal titlar | Säsonger                                                                                 |
| -------------------------- | ------------ | ---------------------------------------------------------------------------------------- |
| AS Cannes                  | 10           | 1980-81, 1981-82, 1982-83, 1985-86, 1989-90, 1990-91, 1993-94, 1994-95, 2004-05, 2020–21 |
| Paris UC                   | 9            | 1940-41, 1942-43, 1961-62, 1962-63, 1966-67, 1967-68, 1995-96, 1996-97, 1997-98          |
| Racing Club de France      | 9            | 1941-42, 1945-46, 1947-48, 1963-64, 1968-69, 1969-70, 1970-71, 1976-77, 1977-78          |
| Paris Volley               | 9            | 1999-00, 2000-01, 2001-02, 2002-03, 2005-06, 2006-07, 2007-08, 2008-09, 2015-16          |
| Stade Français             | 8            | 1944-45, 1951-52, 1952-53, 1956-57, 1957-58, 1959-60, 1960-61, 1973-74                   |
| Montpellier UC             | 8            | 1946-47, 1948-49, 1949-50, 1950-51, 1971-72, 1972-73, 1974-75, 2021-22                   |
| Tours VB                   | 8            | 2003-04, 2009-10, 2011-12, 2012-13, 2013-14, 2014-15, 2017-18, 2018-19                   |
| Asnières Sports            | 6            | 1964-65, 1965-66, 1978-79, 1979-80, 1983-84, 1992-93                                     |
| AMSL Fréjus                | 4            | 1986-87, 1987-88, 1988-89, 1991-92                                                       |
| CO Billancourt             | 3            | 1953-54, 1954-55, 1955-56                                                                |
| Stade Poitevin             | 2            | 1998-99, 2010-11                                                                         |
| Société sportive amicale   | 1            | 1937-38                                                                                  |
| Volley-ball Club de France | 1            | 1938-39                                                                                  |
| CAS BNCI Alger             | 1            | 1958-59                                                                                  |
| VGA Saint-Maur             | 1            | 1975-76                                                                                  |
| AS Grenoble                | 1            | 1984-85                                                                                  |
| Chaumont VB 52             | 1            | 2016-17                                                                                  |